# 亨普 (喬治亞州)
亨普（英語：Hemp）是位於美國喬治亞州范寧縣的一個非建制地區。該地的面積和人口皆未知。

## 地理
亨普的座標為34°53′00″N 84°10′19″W / 34.88333°N 84.17194°W，而該地的平均海拔高度為572米（即1877英尺）。